# Hoffmannseggia burchellii
Hoffmannseggia burchellii är en ärtväxtart som först beskrevs av Dc., och fick sitt nu gällande namn av Daniel Oliver. Hoffmannseggia burchellii ingår i släktet Hoffmannseggia och familjen ärtväxter.

## Underarter
Arten delas in i följande underarter:
- H. b. burchellii
- H. b. rubro-violacea